# Constant Pierre
Pour les articles homonymes, voir Pierre.
Constant Pierre est un musicologue français, né à Passy le 24 août 1855 et mort à Paris (15e arrondissement) le 12 février 1918.

## Biographie
Constant Pierre entre au Conservatoire de Paris en 1878, où il étudie le basson avec Eugène Jancourt et obtient un premier accessit en 1881. Il commence une carrière de musicien en jouant au sein de plusieurs orchestres parisiens, en particulier aux Folies-Bergère, aux Folies-Dramatiques ou au Théâtre de la Renaissance.
En parallèle, il est commis au Ministère de la Guerre de 1876 à 1880, puis au secrétariat du Conservatoire de Paris à partir de 1881. Il collabore à diverses publications musicales, dont Le Monde musical, L'Art musical ou Le Ménestrel, et devient sous-chef du secrétariat du Conservatoire en 1900.
Il obtient le prix de la Société des compositeurs de musique en 1899 pour son ouvrage Histoire de l'Orchestre de l'Opéra, le prix Bordin de l'Institut en 1900 pour son Histoire du Concert spirituel 1725–1790, et en 1905 pour Les hymnes et chansons de la Révolution française. Il est décoré des Palmes académiques en 1889 (officier d'Académie, puis officier de l'Instruction publique en 1897) et est nommé chevalier de l'ordre de la Légion d'honneur en 1906.
Comme musicologue, ses travaux se concentrent principalement sur trois domaines de recherche, la facture instrumentale, les musiques de la Révolution française et l'histoire du Conservatoire de Paris. 

## Œuvre
Pour la facture instrumentale, il rédige un état des lieux à l'occasion de l'Exposition universelle de 1889 et sous le titre de Les facteurs d’instruments de musique, les luthiers et la facture instrumentale, paru en 1893, une histoire de la lutherie et de ses facteurs en France. 
Concernant les musiques de la Révolution française, Constant Pierre est l'auteur de deux imposants recueils : Musique des fêtes et cérémonies de la Révolution française, paru en 1899, qui recense les œuvres jouées durant la période et pour lesquelles il réalise une réduction pour chant et piano (ou piano seul pour les compositions uniquement instrumentales) ; et Les hymnes et chansons de la Révolution, paru en 1904, un catalogue exhaustif avec notices historiques, analytiques et bibliographiques. 
À propos du Conservatoire, il rédige une véritable somme sur l'établissement, Le Conservatoire national de musique et de déclamation, documents historiques et administratifs, qui est aujourd'hui encore une référence indispensable et une source de renseignements précieux concernant la période de sa création à l'année 1900 (qui intègre par exemple un dictionnaire de tous les lauréats). La musicologue Anne Bongrain a publié en 2012 une suite concernant la période 1900-1930, en reprenant le titre de l'ouvrage de Constant Pierre. 

## Publications
- Les Noëls populaires. La Revue britannique, 1886[20]
- La Marseillaise : comparaison des différentes versions. Paris, Lacombe, 1887[21]
- Histoire de l’orchestre de l’Opéra, 1889
- La facture instrumentale à l’Exposition universelle de 1889. Paris, Librairie de l'Art indépendant, 1890[22]
- Les facteurs d’instruments de musique, les luthiers et la facture instrumentale, Paris, Sagot, 1893[23]
- La Musique des Gardes françaises, l'Art musical, [xxxii], no 26, 1893[24]
- Le magasin de décors de l’Opéra rue Richer : son histoire (1781–1894), Paris, Bibliothèque de la Revue dramatique et musicale, 1894[25]
- B. Sarrette et les origines du Conservatoire national de musique et de déclamation, Paris, Delalain frères, 1895[26]
- Le Magasin de musique à l’usage des fêtes nationales et du Conservatoire, Paris, Fischbacher, 1895[27]
- Les Anciennes écoles de déclamation dramatique, notice historique, Paris, Tresse & Stock, 1895[28]
- L’école de chant de l’Opéra, 1672–1807, Paris, Tresse & Stock, 1895[29]
- Sur quelques hymnes et faits de la Révolution, Paris, Imprimerie Chaix, 1898[30]
- L'Hymne à l’Être suprême enseigné au peuple par l'Institut national de musique, La Révolution française: revue d'histoire moderne et contemporaine, vol. xviii (1899), p. 54–64[31]
- Musique des fêtes et cérémonies de la Révolution française : Œuvres de Gossec, Cherubini, Lesueur, Mehul, Catel, , etc., Paris, Imprimerie nationale, 1899[32]
- Notes inédites sur la musique de la Chapelle Royale (1532–1790). Paris, Bureau d'édition de la Schola cantorum, 1899[33]
- Histoire du Concert spirituel 1725–1790. Paris, 1899 (plusieurs rééditions récentes[34],[35])
- Le Conservatoire national de musique et de déclamation. Documents historiques et administratifs. Paris, Imprimerie nationale, 1900[36]
- Notes sur les bâtiments et l'installation du Conservatoire national de musique, Paris, Imprimerie nationale, 1903[37]
- Les hymnes et chansons de la Révolution : aperçu général et catalogue avec notices, Paris, Imprimerie nationale, 1904[38]
- Notes sur les chansons de la période révolutionnaire, Revue d'histoire et de critique musicales, vol. iv (1904), p. 179–186[39]